# 迪昂·库尔斯
迪昂·库尔斯（1996年6月4日—），马来西亚职业足球员，主要司职右后卫，也可以胜任中后卫，目前效力日本J联赛俱樂部大阪樱花。库尔斯拥有比利时和马来西亚血统，2021年库尔斯选择代表马来西亚出战国际赛。

## 俱乐部

### 早年
库尔斯在Tempo Overijse开启了他的职业生涯，在他9岁时加入旧海弗莱鲁汶青年队。2010年时库尔斯加入皇家安德列治青年队。一个赛季后，库尔斯重返旧海弗莱鲁汶，并在2014年与旧海弗莱鲁汶签下首个职业生涯合同提升至一线队。

### 旧海弗莱鲁汶
2014年8月3日，库尔斯于比利时足球乙级联赛旧海弗莱鲁汶对阵KRC梅赫伦的比赛首次上场，该赛季库尔斯成为旧海弗莱鲁汶首发球员，2015年5月库尔斯协助队伍赢得升级附加赛，成功让队伍升级至比利时足球甲级联赛。

### 布鲁日
2015年6月23日，库尔斯与布魯日足球會签订一份为期4年的合约。库尔斯在效力布鲁日5年间获得了2次比利时甲级联赛冠军和2次比利时超级杯冠军。

### 中日德兰
2020年1月31日，库尔斯与丹麦足球超级联赛俱乐部中日德兰签下3年合约。2020年2月17日，库尔斯在对阵林比的比赛中首次上场，该场比赛中日德兰以2比0获胜。

## 国家队
库尔斯父亲为比利时人而母亲是马来西亚人，按照国际足联规定库尔斯拥有代表比利时国家队及马来西亚国家队的资格。

### 比利时青年队
2014年，库尔斯获得比利时U19征召参加2015年歐洲U-19足球錦標賽预选赛。

### 马来西亚国家队
2021年6月1日，马来西亚足总宣布库尔斯已完成归化手续已获得代表马来西亚国家队资格，同日马来西亚国家队宣布库尔斯将入选2022年國際足協世界盃外圍賽 (亞洲區)26人大名单，并于2021年6月4日在世界杯预选赛对阵阿联酋中首次代表国家队上场。

## 荣誉
旧海弗莱鲁汶
- 比利时足球乙级联赛升级附加赛冠军：2015年

布鲁日
- 比利时足球甲级联赛冠军：2015-16年、2017-18年
- 比利时超级杯冠军：2016年、2018年

米迪蘭特
- 丹麦足球超级联赛冠军：2019-20年

武里南联
- 泰國甲組足球聯賽冠军：2022-23年
- 泰國聯賽盃冠军：2022-23年
- 泰國足總盃冠军：2022-23年

馬來西亞國家隊
- 泰皇盃亞軍 : 2022年